# Alejandro Céspedes
Alejandro Céspedes (Gijón, 12 de diciembre de 1958) es un poeta, gestor cultural y crítico literario español en lengua castellana. Ha recibido entre otras distinciones el Premio Hiperión de poesía (1994) y el Premio Iberoamericano de Poesía Juan Ramón Jiménez (2022).

## Biografía
Nació en Gijón, Asturias, el 12 de diciembre de 1958. Es licenciado por la Facultad de Filosofía y Ciencias de la Educación de la Universidad de Oviedo. Residió en Madrid desde comienzos de los años ochenta y desde 2017 lo hace en Oviedo. En el campo de la gestión cultural ha colaborado con Fundación Municipal de Cultura de Gijón, Ayuntamientos de Madrid y Móstoles, Consejería de Cultura de Asturias, y los Ministerios de Cultura y Educación, así como en la dirección y coordinación de diferentes asociaciones y festivales de artes escénicas, destacando la Red de Teatros de la Comunidad de Madrid, Festival Internacional de Teatro Madrid-Sur, Teatro Villa de Móstoles y del Teatro del Bosque, siendo director de estos dos últimos desde 1994 a 2005. Fue asesor literario de Ópera Cómica de Madrid durante las Temporadas 2003, 2004 y 2005.
De 2009 a 2011 codirigió el programa de poesía Definición de savia en la Radio del Círculo de Bellas Artes de Madrid, y en la Cadena SER fue responsable de la sección de literatura y teatro del programa Café con hielo.
Como crítico literario se encargó de compilar y editar la obra poética completa de Luis Sepúlveda, ha escrito artículos y reseñas para La Esfera de los libros, suplemento cultural del diario El Mundo (desde 1998 a 2002), y actualmente colabora en la revista digital Zenda Libros.

## Trayectoria poética
Su primer libro fue James Dean, amor que me prohíbes (Pamiela, 1986). Entre sus influencias se encuentran, en palabras de Amalia Iglesias, autores como Cernuda, Byron y Kavafis.
Su salto a una editorial de prestigio se produce al ganar el Premio Hiperión con Las palomas mensajeras solo saben volver (1994), ex aequo con Variaciones en blanco de Ada Salas. Céspedes volverá a publicar en Hiperión dos de sus libros posteriores: Hay un ciego bailando en el andén (1998) y Flores en la cuneta (2009). Según Julio Más Alcaraz, este último libro marca una ruptura con su obra anterior, pasando de una escritura de rasgos tradicionales a otra marcada por recursos como la polifonía, la prosa poética y la multiplicidad de narradores.
En su poesía pueden distinguirse dos vertientes: una de carácter intimista, que aborda entre otras temáticas el abuso sexual y la violencia de género, mediante la heteronimia de un personaje femenino, a la que pertenecen libros como Los círculos concéntricos (2008), Las caricias del fuego (2018) o Soy Lola Jericó (2022, Premio Iberoamericano de Poesía Juan Ramón Jiménez); y una segunda línea de carácter filosófico, metapoético y experimental, a la que pertenecerían obras como Voces en off (2016) y Topología de una página en blanco (2012). De este último libro la crítica ha destacado su carácter “visualmente impactante” y “su lejanía de cualquier encasillamiento”.

## Otras disciplinas artísticas
Alejandro Céspedes ha compuesto canciones para la vocalista Luz Casal y es creador de videopoemas, muchos de los cuales están vinculados a sus libros. En 2011 grabó una película de 60 minutos para las lecturas/presentaciones del libro Topología de una página en blanco, que se estrenó en el Teatro Fernán Gómez de Madrid bajo el título La libertad del títere. En 2016 dirigió una nueva película-espectáculo titulada La invención del espacio para poner en escena los textos del libro Voces en off, que se estrenó en el Auditorio de La Casa del Lector de Madrid.

## Obras
- El lenguaje de las cosas mudas (Cáceres. Ed. Liliputienses. 2025)
- Los infraleves (Cáceres. Ed. Liliputienses. 2023)
- Soy Lola Jericó (Huelva. Colección Juan Ramón Jiménez, Dip. de Huelva. 2022)
- Cazadores de icebergs (Madrid. Salto de Página. 2022)
- La infección de lo humano (Madrid, Huerga y Fierro-Rayo Azul. 2021)
- El aliento del klai (Madrid. Huerga y Fierro-Rayo Azul. 2020
- Las caricias del fuego (Madrid. Amargord. 2018)
- Voces en off (Madrid, Amargord. 1ª ed. 2016, 2ª ed. 2017)
- Topología de una página en blanco (Madrid. Amargord. 1ª ed. 2012. 2ª ed. 2014)
- Flores en la cuneta (Madrid. Hiperión. 2009)
- Los círculos concéntricos (Madrid. AEAE. 2008)
- Sobre andamios de humo. Poesía reunida 1979-2007 (Madrid. Vitruvio. 2008)
- Hay un ciego bailando en el andén (Madrid. Hiperión. 1998)
- Las palomas mensajeras solo saben volver (Madrid. Hiperión. 1994)
- James Dean, amor que me prohíbes (Pamplona. Pamiela. 1986)
- La noche y sus consejos (Granada. Genil. 1986)

Y las plaquettes:
- Los cuervos de la escritura (Huelva. Las hojas del baobab. 2023)
- La escoria de los días (Madrid. La Esfera. 2009)
- Tú, mi secreta isla (Málaga. Plaza de la Marina. 1990)
- Muchacho que surgiste (Torrelavega. Scriptum. 1988)

## Premios
- VII Premio Internacional de Poesía Centrifugados-San Gil
- XLII Premio Iberoamericano de Poesía Juan Ramón Jiménez 2022 por Soy Lola Jericó.
- Premio de la Crítica de Asturias 2021 por El aliento del klai.
- XXV Premio Literario Jaén de Poesía 2009.
- Premio de la Crítica de Asturias 2008 por Los círculos concéntricos.
- Premio de Poesía Blas de Otero, Madrid, 2007.
- Premio Hiperión de poesía 1994 por Las palomas mensajeras solo saben volver.
- Premios Navarra de Literatura en la modalidad de Poesía, Pamplona, 1986
- Premio Internacional de Poesía Ciudad de Lanjarón, Granada, 1985
- Premio Ángel González, Oviedo, 1984.